# 阿尔奇布
阿尔奇布（羅馬化：Archib；阿尔奇语：Арша；阿瓦尔语：Рочиб）是俄羅斯达吉斯坦共和国南部一座靠近阿塞拜疆边境的村庄，行政上隸屬於恰羅達區。當地有許多阿尔奇人。根據2002年人口普查，當地人口為1165人。